# Gedo
Gedo (arab. جوبا الوسطى) – jeden z osiemnastu regionów administracyjnych w Somalii, znajdujący się w południowo-zachodniej części kraju, którego stolicą jest miasto Garbahaarey.

## Geografia
Region Gedo znajduje się w południowo-zachodniej części Somalii. Od strony zachodniej i północnej graniczy z Etiopią, od strony południowo-zachodniej z Kenią, od strony wschodniej graniczy z regionami Bakool i Bay, od strony południowo-wschodniej z regionem Dżuba Środkowa, zaś od południowej z regionem Dżuba Dolna.

## Administracja
W regionie Gedo funkcjonuje ciało administracyjne składające się z 32 członków. Są oni wybierani w wyborach bezpośrednich z 7 dystryktów regionu, w ilości proporcjonalnej do liczby mieszkańców danego dystryktu. Ta rada regionu Gedo współpracuje bezpośrednio z rządem federalnym mającym swoją siedzibę w Mogadiszu. Gubernator powołuje także urzędników na następujących stanowiskach:
- Vice-gubernator
- Dyrektor departamentu ds. Międzyregionalnych
- Gedo Regional Army Commander
- Gedo Regional Police Commander
- Dyrektor departamentu ds. Security Services
- Dyrektor departamentu ds. Edukacji
- Dyrektor departamentu ds. Rolnictwa
- Dyrektor departamentu ds. Ekonomii
- Dyrektor Livestock and Forestry Dept.
- Dyrektor departamentu ds. Sprawiedliwości i Religii

## Dystrykty

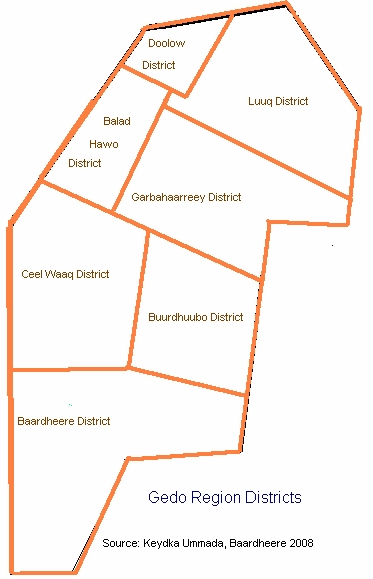
Podział administracyjny regionu Gedo na dystrykty

Region Gedo podzielony jest na sześć następujących dystryktów:
- El Wak
- Baardheere
- Balet Hawo
- Doolow
- Garbahaarreey
- Luuq
- Buurdhuube

## Większe miasta
Baardheere i Beled Haawo to dwa główne miasta regionu Gedo. W nieodległej przeszłości miasto Luuq było jednym z ważniejszych ośrodków politycznych regionu, jednak w wyniku wojny domowej w Somalii wielu mieszkańców Luuq uciekło do innych miast.
Baardheere to największe i najbardziej zaludnione miasto regionu Gedo. W mieście tym funkcjonuje Politechnika w Baardheere, jak również Uniwersytet Gedo, który ma także swój campus w mieście Beled Haawo. Oprócz ludności miejskiej w Baardheere mieszka także wiele osób trudniących się pasterstwem.
Miasta regionu Gedo:
- Adayle
- Ajaaw
- Anoole
- Baqtiile
- Baardheere
- Barwaaqo
- Beled Haawo
- Banaaney
- Bilcisha
- Boorame
- Buraa
- Boore
- Buulo Gaduud
- Buulo Mareer
- Buulo Weyn
- Buurdhuubo
- Buusaar
- Caanoole
- Cinjirta
- Caracase
- Ceel Cadde
- Ceel Duur
- Ceel Gaduud
- Ceel Garabjaalow
- Ceel Marjis
- Ceel Waaq
- Cilaan
- Daarul Salaam
- Dhamasa (Dhamaso)
- Dheenle
- Dhuusaay
- Doolow
- Eeykiintuuri
- El Mergis
- Fafahdun
- Faan Weyn
- Gantamaa
- Garbahaarey
- Gedweyne
- Gerileey
- Geelaqa
- Gosoweyna
- Hareeri
- Iridda
- Kurmaan
- Luugudeey
- Luuq
- Malmaleey
- Mudulow
- Oboow
- Qooneey
- Shaatooloow
- Shanqoloow
- Shirkalool
- Siidimo
- Uunsi
- Uar Esgudud
- Yurkud
- Xamara
- Xaranka